# Cynareae
Cynareae — триба рослин з родини айстрових. Триба містить приблизно 80 родів і приблизно 2500 видів. Це однорічні, дворічні або багаторічні трави. Багато видів мають колючки на листках, стеблах або кластерах філаріїв (приквітки квіткових голів). Це вихідці з помірних регіонів Європи та Азії (особливо Середземноморського регіону та Малої Азії), Австралії та тропічної Африки; лише три роди містять види, корінні в Америці. Cardueae — синонім для Cynareae; назва Cynareae була опублікована майже десятиліттям раніше, тому має перевагу. У Європі й Середземномор'ї наявні такі роди Cynareae (українські назви — Кобів):
1. Amberboa (Pers.) Less.
2. Amphoricarpos Vis.
3. Ancathia DC.
4. лопух Arctium L.
5. Atractylis L.
6. Berardia Vill.
7. Callicephalus C.A.Mey.
8. Cardopatium Juss.
9. будяк Carduus L.
10. дев'ятисил Carlina L.
11. крокіс Carthamus L.
12. волошка Centaurea L.
13. Chardinia Desf.
14. Cheirolophus Cass.
15. осот Cirsium Mill.
16. Cousinia Cass.
17. крупина Crupina (Pers.) DC.
18. артишок Cynara L.
19. Dipterocome Fisch. & C. A. Mey.
20. головатень Echinops L.
21. Galactites Moench
22. Hirtellina (Cass.) Cass.
23. наголоватки Jurinea Cass.
24. Klasea Cass.
25. Lamyropsis (Kharadze) Dittrich
26. Mantisalca Cass.
27. Myopordon Boiss.
28. Notobasis (Cass.) Cass.
29. Oligochaeta (DC.) K.Koch
30. татарник Onopordum L.
31. лисонасінник Phalacrachena Iljin
32. колючниця Picnomon Adans.
33. псефелус Psephellus Cass.
34. осотник Ptilostemon Cass.
35. Rhaponticoides Vaill.
36. медовий осот Rhaponticum Ludw.
37. гіркий корінь Saussurea DC.
38. серпій Serratula L.
39. Siebera J.Gay
40. розторопша Silybum Adans.
41. Staehelina L.
42. Stizolophus Cass.
43. Tyrimnus (Cass.) Cass.
44. Volutaria Cass.
45. безсмертки Xeranthemum L.
46. Zoegea L.